# Национальный орден Заслуг (Того)
Национальный орден Заслуг (фр. Ordre national du Mérite) — вторая по значимости государственная награда Того. Учреждён в 1973 году, вручается за гражданские и военные заслуги.

## Учреждение
Орден был учреждён президентом Гнассингбе Эйадемой законом № 73-85 от 26 марта 1973 года. Вручается за заслуги на государственной службе, гражданские или военные заслуги, а также за успехи в частном секторе. Следует за орденом Моно в иерархии орденов Того. Звание Великого магистра выдаётся действующим президентам страны.

## Степени
Орден имеет пять степеней:
- Большой крест
- Великий офицер
- Командор
- Офицер
- Рыцарь

## Описание награды
Знак отличия имеет форму пятиконечной звезды, покрытой зелёной эмалью. Между лучами помещена меньшая по размеру пятиконечная звезда, покрытая жёлтой эмалью, с одинарными вершинами. В центре круглый медальон с мотивом государственного герба Того на позолочённом фоне. Медальон окружен красным эмалевым кругом с золотой надписью «NATIONAL DU MÉRITE». На оборотной стороне, в медальоне, надпись с девизом «TRAVAIL • LIBERE • PATRIE» в три строки.
Шёлковая муаровая лента зелёного цвета с тремя узкими полосками красного, жёлтого и красного цвета посередине.